# Peter Gysbrechts
Peter Gysbrechts, né le 28 décembre 1961 à Lier est un homme politique belge flamand, membre de OpenVLD.
Il est gradué en assurances 
et gérant de filiale de banque-assurances.

## Fonctions politiques
- 1989-     : conseiller communal à Putte
- 2001-2012, 2015-    : bourgmestre de Putte
- député au Parlement flamand :
  - du 13 juillet 1999 au 13 juin 2004
  - du 30 juin 2009 au 25 mai 2014 (remplaçant Dirk Sterckx)